# CCT7
CCT7‏ (Chaperonin containing TCP1 subunit 7) هوَ بروتين يُشَفر بواسطة جين CCT7 في الإنسان.